# 沢井鈴一
沢井 鈴一（さわい すずいち、1939年 - 2015年7月21日）は、愛知県春日井市出身の教育者・郷土史家。

## 人物
明治大学文学部卒業 後、市邨学園高等学校において国語の教員として勤務するかたわら、郷土史を研究した。また、在職中より生徒とともに堀川再生運動にもかかわった。退職後も精力的に活動し、市民団体「堀川文化探索隊」代表も務めた。

## 著書
- 『浮世絵は愉しい―沢井コレクション百選』あるむ、2000年。ISBN 978-4901095037。
- 『堀川端わらべうた』沢井鈴一、2000年。
- 『伝えたい―ときめきを共有する教育』あるむ、2001年。ISBN 978-4901095075。
- 『名古屋広小路ものがたり』堀川文化を伝える会、2010年。
- 『名古屋大須ものがたり』堀川文化を伝える会、2010年8月1日。
- 『名古屋の街道をゆく』堀川文化を伝える会、2010年10月。

## 連載
- 中日新聞夕刊「名古屋開府300年の博覧会」（2009年 - 2010年）[1]